# Style sapin

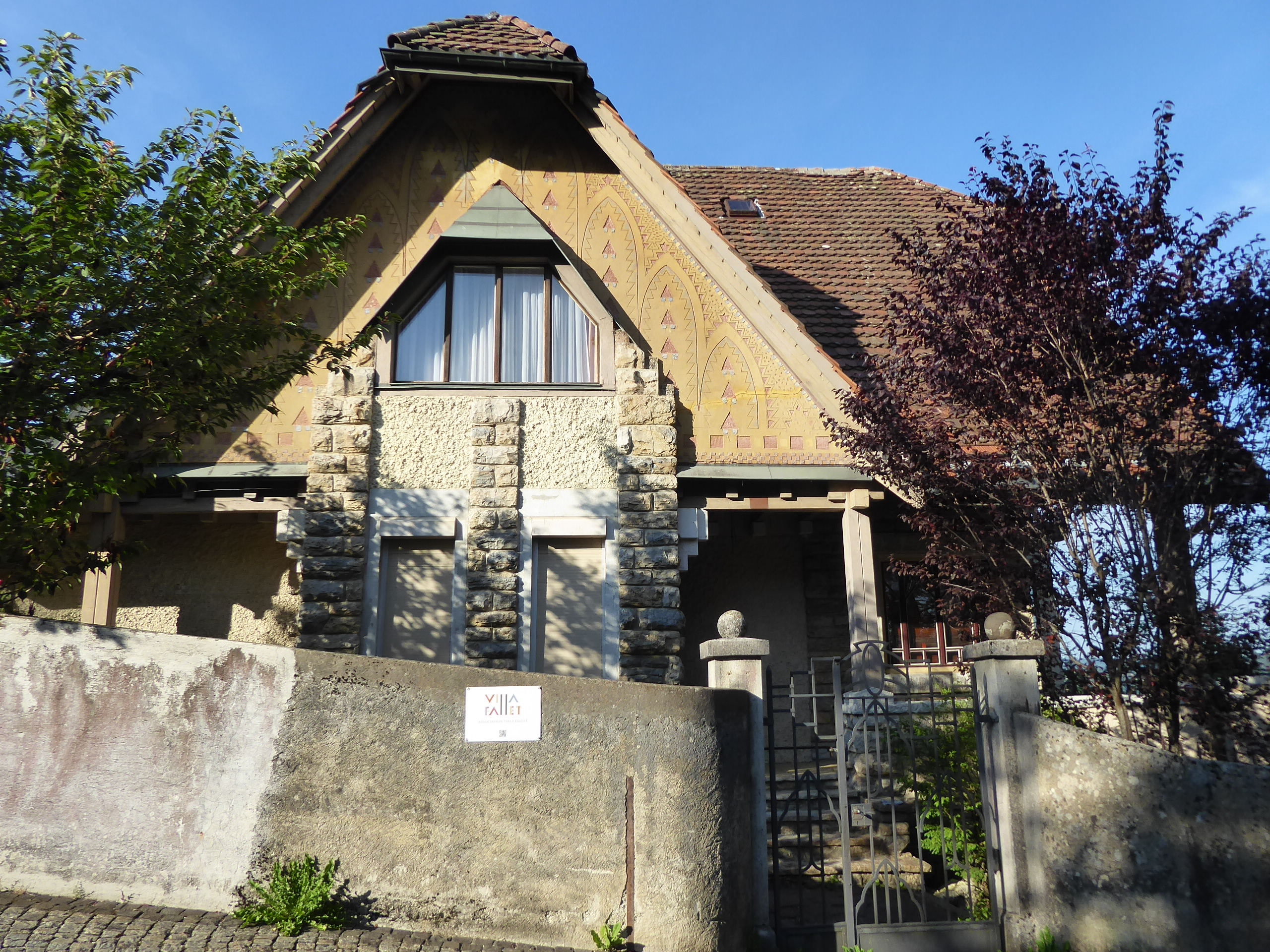
Villa Fallet, 1906

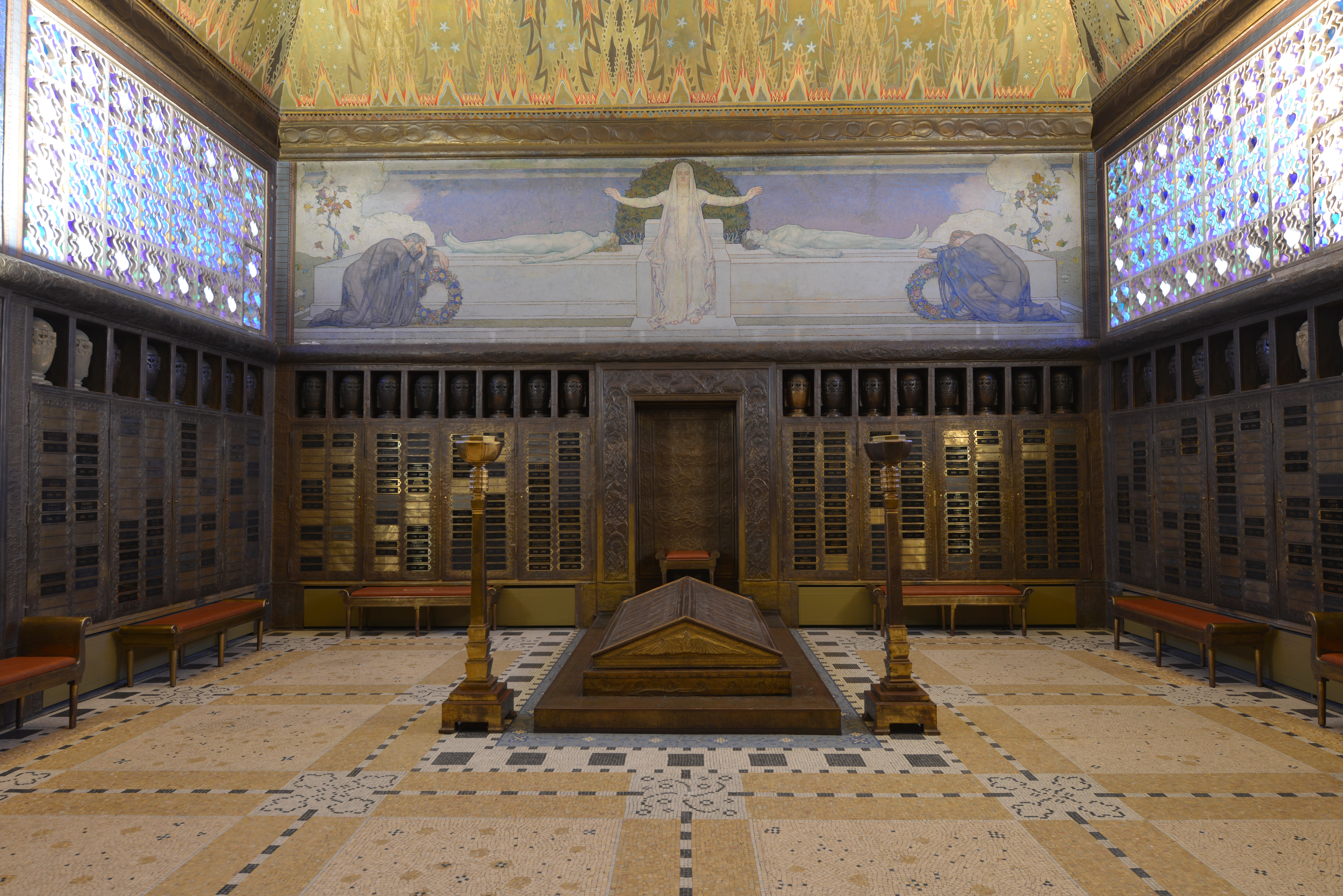
Krematorium, Innenraum

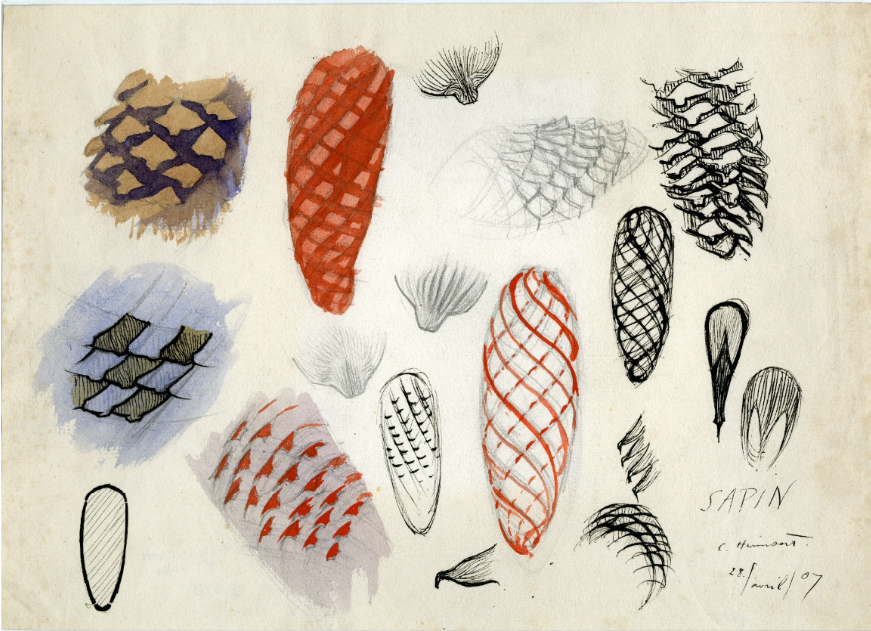
Charles Humbert (1891–1958): Tannenzapfen, 1907, Buntstift auf Papier, 22,5 × 31 cm, Musée des Beaux-Arts de La Chaux-de-Fonds

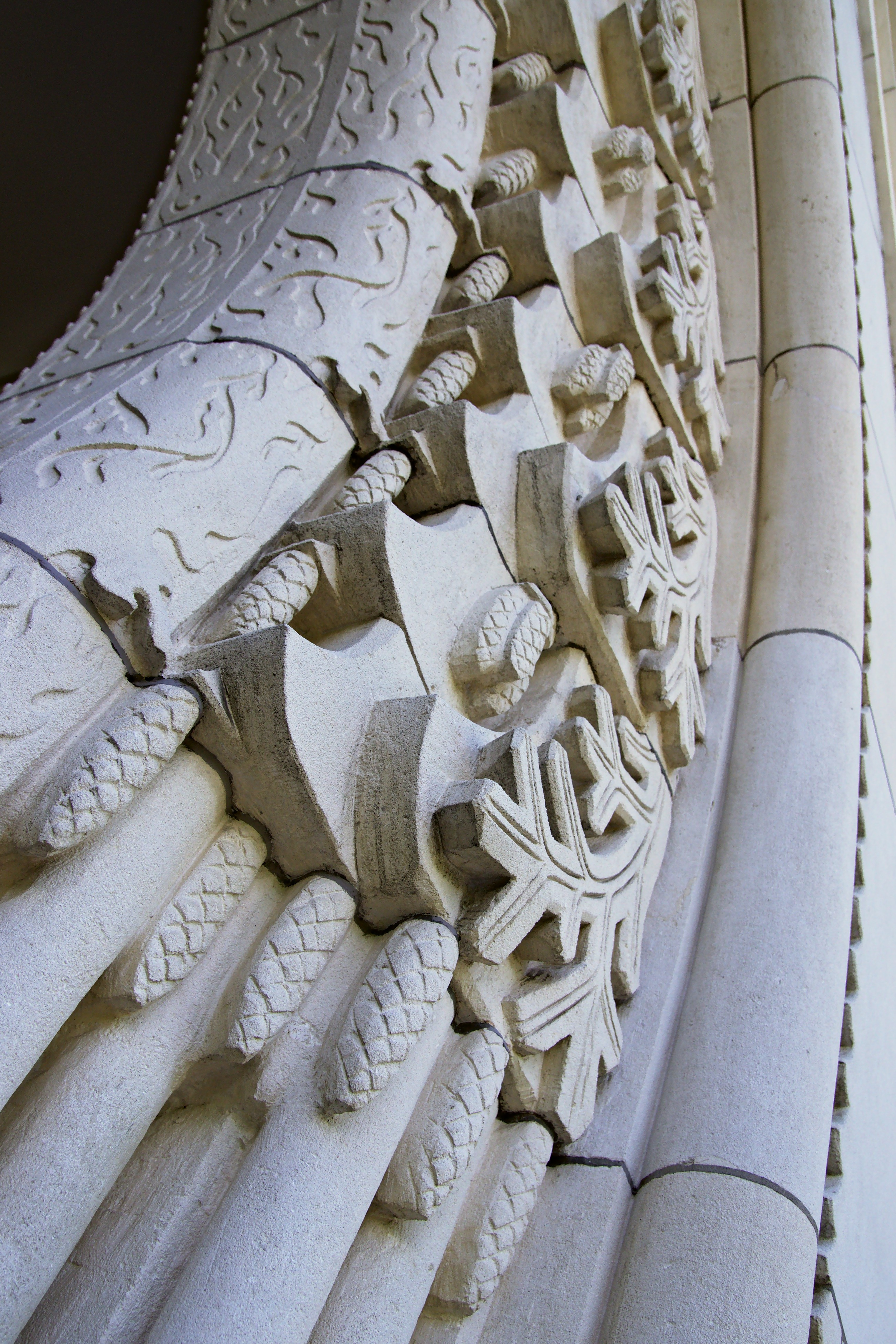
Detail am Portal des Krematoriums

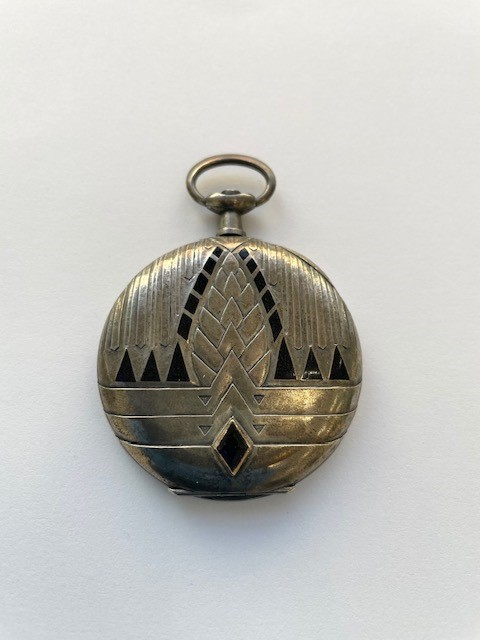
Uhrengehäuse, 1905–1906, Musée des Beaux-Arts de La Chaux-de-Fonds

Der style sapin (dt. Tannenstil) ist eine in den 1900er Jahren in der Schweizer Stadt La Chaux-de-Fonds von Charles L’Eplattenier (1874–1946) und seinen Schülern geprägte Stilform des Jugendstils. Zu den Schülern L’Eplatteniers, die ebenfalls zumindest zeitweise im style sapin malten, gehörte zum Beispiel André Evard, aber auch Frauen wie Marie-Louise Goering oder Jeanne Perrochet. Was als Lehrgang begann, führte zur Gründung der Ateliers d’art réunis.

## Die Schule von La Chaux-de-Fonds
Industrielle und Handelsreisende der Uhrenindustrie mit entsprechender Kaufkraft kamen bei ihren Aufenthalten in den europäischen Metropolen mit dem Jugendstil in Kontakt. Sie wünschen diesen künstlerischen Ausdruck als Ausstattung für ihre Immobilien. Er findet sich auch im benachbarten Le Locle. L’Eplattenier seinerseits hatte erkannt, dass es notwendig war, den jungen Menschen einen breiteren künstlerischen Horizont zu eröffnen, als sie lediglich zu befähigen, neue Uhrengehäuse und Zifferblätter zu gestalten. Zwischen 1905 und 1911 bot er deshalb den Cours supérieur d’art et de décoration an. Zwischen 1911 und 1914 verfolgte L’Eplattenier mit dem Kunstförderungsprogramm La Nouvelle Section, deren Lehrer drei seiner ersten Absolventen wurden, ein weiteres ambitioniertes Unterrichtsprojekt. Die Nouvelle Section stand Kindern und Jugendlichen schon ab Beendigung der Primarschule offen.
Der style sapin zeichnet sich durch seine Aufnahme der Formen von Pflanzen und anderen Naturerscheinungen, wie Eiskristallen, in der Juraregion aus. Er ist nach dem häufig auftauchenden Motiv des Tannenzapfens benannt. Die geometrische Form der Wiener Secession oder den sogenannten Peitschenschlag überwindet er. Die 1870 gegründete Kunstschule École d’arts appliqués à l’industrie schrieb 1911 in einem Bericht: «Die Grundlage unserer ornamentalen Studien bleibt stets die Tanne. Dieser Baum bietet uns in allen seinen Lebensaltern, im Ganzen oder im Detail, unerschöpfliche dekorative Ressourcen.»
« Seule la nature est inspiratrice », „nur die Natur inspiriert“, war das Leitmotiv des 1905 von L’Eplattenier geleiteten Cours supérieur d’art et de décoration, zu dessen Schülern auch Charles-Edouard Jeanneret, später als Le Corbusier bekannt, gehörte. Zu den Werken, die L’Eplattenier und seine Schüler im style sapin schufen, gehört Kunsthandwerk wie etwa Uhrengehäuse, und architekturale Dekoration wie zum Beispiel Charles-Edouard Jeannerets Entwurf für die Villa Fallet (1906). Das Krematorium von La Chaux-de-Fonds (1909–1910) gilt als Meisterwerk und als vollständigstes Beispiel des Stils. Beachtenswert ist auf dem anliegenden Friedhof das Grab des Anwalts Jules Breitmeyer (1833–1908), das mit einem mit Schnee überdeckten Tannenmotiv verziert ist.
Bei der Weltausstellung in Mailand 1906 erhielten L’Eplattenier und seine Schüler für die 108 präsentierten Werke des Tannenstils ein Ehrendiplom. Mehrere dieser Werke sind im Musée des Beaux-Arts in La-Chaux-de-Fonds ausgestellt. Drei Werke von Henriette Grandjean (1887–1968), eine Koffertruhe und zwei Keramiken, gehören zur Sammlung des Musée d’Orsay in Paris. Der im style sapin gestaltete Salon bleu im Appartement Spillmann kann besichtigt werden. Der Raum ist mit Wand- und Deckenmalereien von Marie-Louise Goering ausgemalt. Glasmalereien und Ornamente, beispielsweise am Kamin (dieser verbirgt einen Heizkörper), übernahmen André Evard und Louis Houriet von 1907 bis 1909 im Auftrag des Uhrenfabrikanten Charles-Rodolphe Spillmann.
Mehrere aus den Kursen hervorgegangene Personen bildeten von 1910 bis 1916 die Ateliers d’art réunis und führten mit der Begleitung von L’Eplattenier ihren künstlerischen Entwicklungsprozess autonom weiter. Ihnen stand das ehemalige Krankenhaus Ancien hôpital zur Verfügung. Gegen Charles L’Eplattenier wurde in der ab 1912 sozialistisch regierten Stadt jedoch der Vorwurf laut, er trete zu sehr für einen bürgerlichen Kunstgeschmack ausserhalb der Reichweite der grossen Bevölkerungsmehrheit ein und auch unter seinen Lehrerkollegen war L’Eplattenier auf Widerwillen gestossen. Am 18. März 1914 trat L’Eplattenier zurück und am 1. August 1914 wurde die Nouvelle Section eingestellt. Wegen Geldmangels beendeten auch die Ateliers d’art réunis 1916 ihre Arbeit.

## Schülerinnen und Schüler des Jahrgangs 1905
- Georges Aubert (1886–1961)[7]
- Jules Courvoisier (1884–1936)[8]
- André Evard (1876–1972)[9]
- René Gigy
- Marie-Louise Goering (1876–1923)[10]
- Henriette Grandjean
- Louis Houriet
- Marguerite Junod (1883–1968)[11]
- Sophie L’Eplattenier
- Octave Matthey (1888–1969)[12]
- Léon Perrin (1886–1978)[13]
- Jeanne Perrochet (1878–1956)[14]
- Charles Reussner (1886–1961)[15]